# Комижа
Ко́мижа (хорв. Komiža) — город в Хорватии, в Сплитско-Далматинской жупании. Второй по величине город острова Вис после города Вис.

## Общие сведения

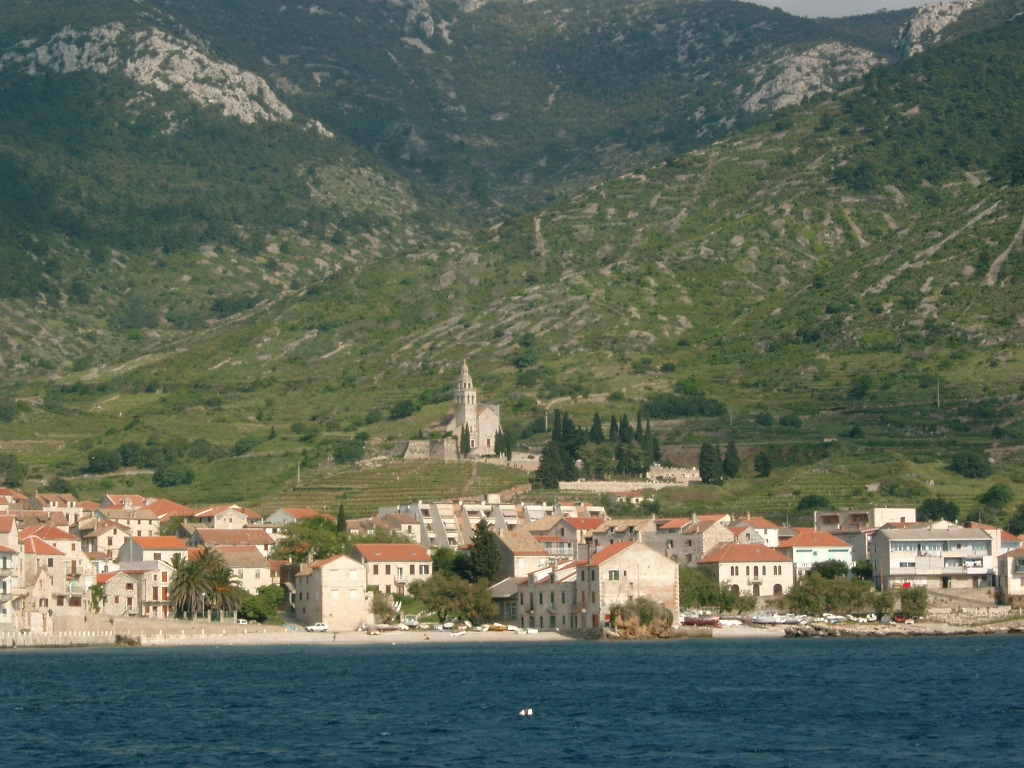
Вид на Комижу с моря

Комижа расположена в глубине широкой бухты на западном побережье острова. Город находится у подножья холма Хум (высота 587 метров). Население — 1523 человека в самом городе и 1677 человек в общине с центром в Комиже. Город связан автомобильной дорогой, идущей через весь остров, с городом Вис, расположенным на другой стороне острова. Город Вис — единственное место на острове, связанное с материком паромной переправой, в Комижу паромы не заходят. Поскольку Вис — наиболее удалённый от побережья остров Далмации, Комижа является самым удалённым от материка хорватским островным городом. Самым удаленным участком хорватской территории является принадлежащий коммуне архипелаг Палагружа, в 73 км на юг.

## Экономика
Экономика города базируется на сельском хозяйстве, рыбной ловле и рыбопереработке. Исторически Комижа считалась в Хорватии городом рыбаков. Главные отрасли сельского хозяйства — виноградарство и разведение ценного лекарственного растения — розмарина. В последние годы[когда?] получил развитие туризм. Туристов привлекают хорошие пляжи, тихая и спокойная атмосфера, связанная с удалённостью Комижи от больших городов. Около 10 000 человек в год посещают «Голубую пещеру», расположенную на небольшом острове Бишево, находящемся рядом с Комижей.

## История

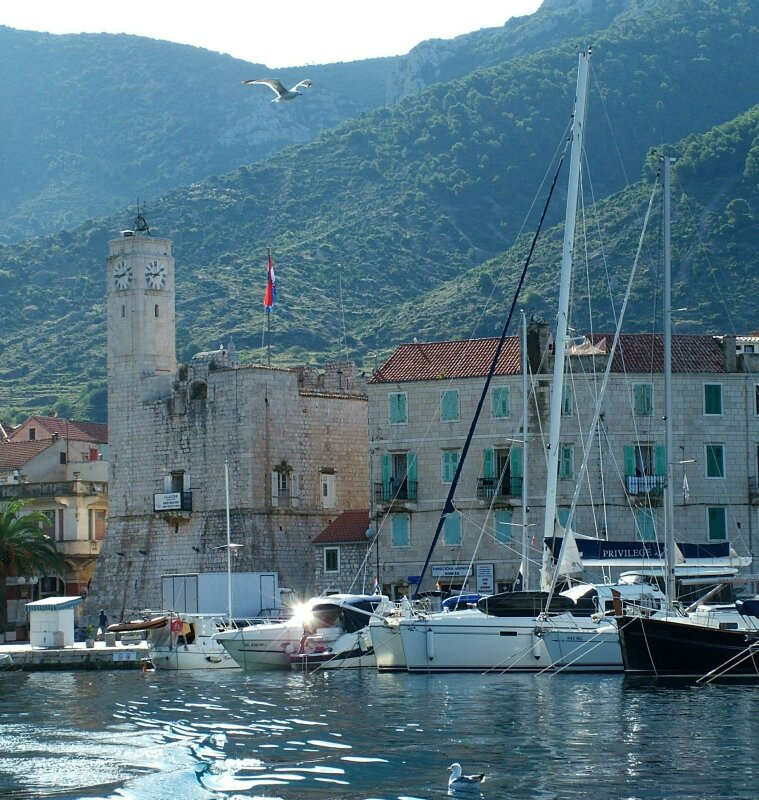
Гавань Комижи и венецианская башня

Поселение на месте Комижи впервые упомянуто в XII столетии. В XIII веке на небольшом возвышении рядом с поселением основан бенедиктинский монастырь. Монастырская церковь святого Николая неоднократно перестраивалась в XIV—XVII веках. Высокая колокольня, хорошо заметная с моря, пристроена к церкви в 1770 году. В XVI веке Комижа стала важным портом, венецианцами в 1585 году здесь была построена крепость, прикрывавшая порт со стороны берега. До наших дней от крепости сохранилась лишь башня, известная как «Венецианская». В настоящее время в ней находится музей рыболовства.

## Достопримечательности
- Голубая пещера. Расположена на острове Бишево рядом с Комижей. Благодаря оригинальному оптическому эффекту, связанному с преломлением света в воде, все предметы в пещере кажутся залитыми голубым светом.
- Церковь св. Николая. Монастырская церковь. Заложена в XIII веке, многократно перестраивалась.
- Церковь Пресвятой Девы Марии. построена в XVI веке, впоследствии расширена. Алтари в стиле барокко.
- Венецианская башня. Осталась от венецианской крепости XVI века.